# Beachy Head
Beachy Head (pronunciat /biːtʃi hɛd/) és un penya-segat situat a la costa sud d'Anglaterra, a la vora de la ciutat d'Eastbourne, al comtat d'East Sussex.
Està constituït de roca de creta i és el més elevat d'aquest tipus que hi ha a l'illa de la Gran Bretanya, amb 162 m sobre el nivell del mar. La panoràmica des del cim abasta des de Dungeness, a l'est, fins a Selsey Bill, a l'oest. Malauradament s'ha fet famós per ser un dels llocs escollits per suïcides, ja que la seva alçada els dona un equivocat atractiu.

## Geologia
La roca que el configura es va formar a finals del Cretaci, fa entre 66 i 100 milions d'anys quan tota aquesta àrea estava submergida sota les aigües del mar. Durant el Cenozoic la creta va emergir deixant a la vista els imponents penya-segats de la costa sud-est d'Anglaterra. En acabar la darrera glaciació, el gel que s'anava fonent lliscava cap a la mar fent pujar el nivell del mar, donant lloc a la formació del canal de la Mànega, i obrint talls entre els penya-segats.
L'acció de l'onatge va contribuir a l'erosió dels penya-segats on es troba el Beachy Hill, cosa que fa que de tant en tant hi hagi despreniments de roca cap a la mar. Com que la creta s'ha format fent estrats separats per betes de pedra, això condiciona la manera com s'erosiona. Les onades afecten a la part baixa del penya-segat, cosa que provoca la caiguda de blocs grans de la part de dalt que queden sense suport en la base. De fet, però, el més freqüent són les caigudes de pedres no gaire grans, procedents dels estrats entre la creta quan perden el suport. L'any 2001 va haver un fort despreniment a causa d'una forta pluja, l'aigua es va escolar entre les esquerdes i en glaçar-se va augmentar de volum fent petar les roques. Això va fer desgastar l'extrem del penya-segat, on hi havia una formació sobresortint popularment anomenada Xemeneia del Dimoni, que finalment va caure.

## Dades curioses
El nom de Beachy Head apareix escrit per primera vegada el 1274 amb la forma Beauchef i el 1317 Beaucheif, però ja el 1724 adopta la forma actual, literalment «cap de platja», tot i que no té res a veure amb cap platja. Segons els etimòlegs deriva de l'expressió francesa beau chef, que vol dir «promontori bell».
L'any 1929 l'ajuntament d'Eastbourne va comprar 4.000 acres (16 km²) de terres on està Beachy Head per evitar que formés part d'algun projecte urbanístic que el fes malbé i conservar-lo com a àrea natural. La compra va costar 100.000 lliures.
Aquest punt de la costa era molt conegut pels mariners del canal de la Mànega. Una de les cantarelles que els mariners cantaven per fer força tots a una mentre feien maniobres, anomenada Spanish Ladies («les dames espanyoles») diu així:
| «         | La primera terra que vam veure va ser Dodman, després Rame Head marcant Plymouth, l'illa de Wight davant de Portsmouth; vam navegar cap a Beachy Head, passant per Fairlight i Dover, i llavors vam mantenir el rumb vers el far de South Foreland. | » |
| — Popular | |   |

Les cendres del filòsof Friedrich Engels, un dels pares del comunisme, van ser escampades cap al canal des d'aquest penya-segat, en compliment de la seva petició.
En la dècada del 1950 s'hi van trobar restes d'ossos humans, que es van portar a un laboratori per efectuar un estudi forense. La datació amb carboni 14 va determinar que pertanyien a una dona d'origen subsaharià que s'havia criat a l'àrea d'Eastbourne aproximadament entre l'any 200 i el 250 de la nostra era. Li van posar e nom "la dama de Beachy Head".

## El far

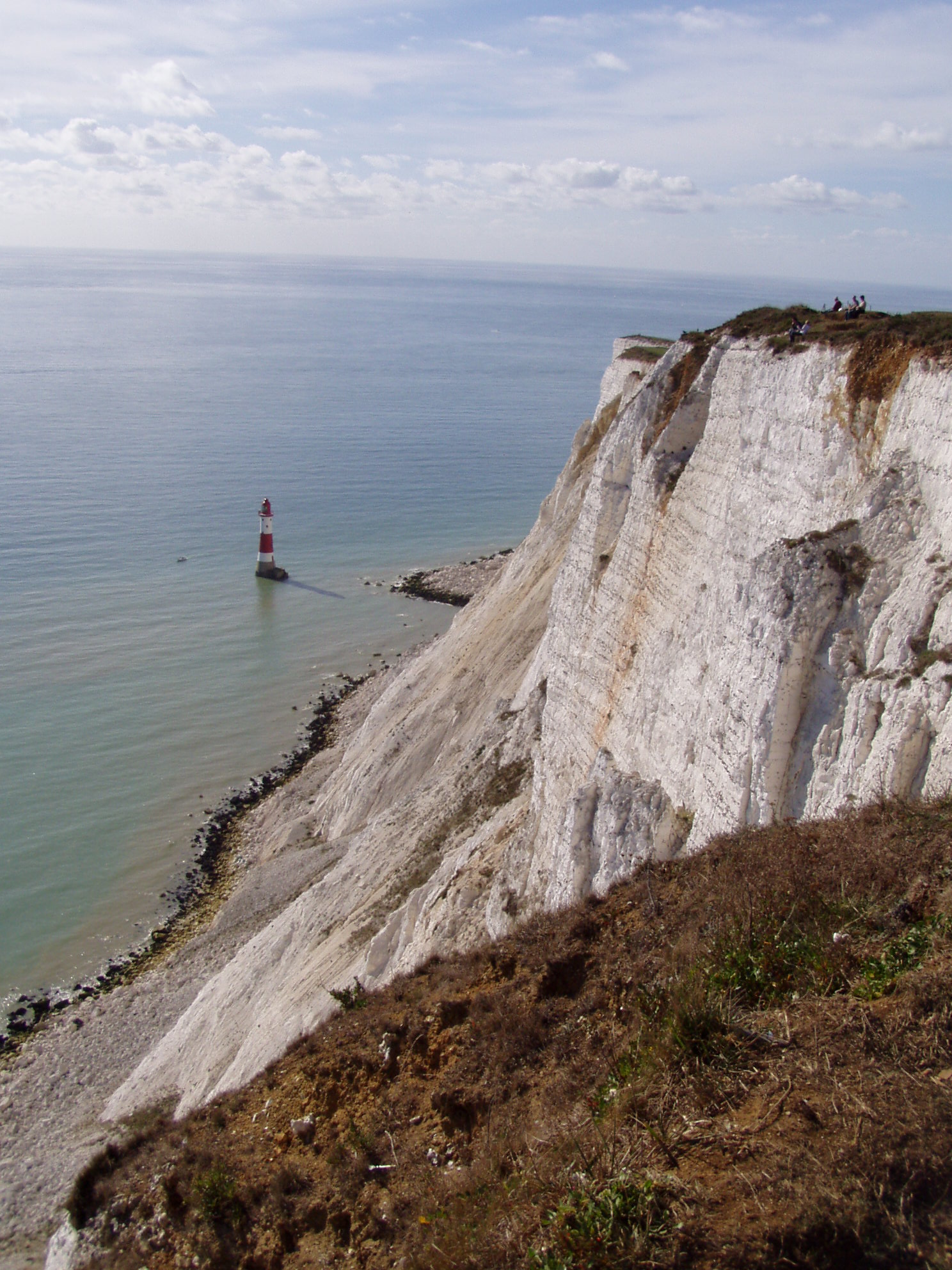
El far

Els penya-segats poden ser un perill per la navegació si no es veuen a temps. L'any 1831 van començar les obres d'un far que s'anomenaria Belle Tout, situat en el següent promontori a l'oest de Beachy Head. Per evitar que els núvols baixos o la boirina puguin amagar el llum d'aquest far, es va col·locar enmig de la mar, davant del penya-segat.

## En temps de guerra
El tercer dia de la batalla de Portland del 1653, durant la Guerra Anglo-holandesa, l'enfrontament va tenir lloc davant de Beachy Head. La batalla de Beachy Head del 1690, va ser un dels enfrontaments de la Guerra dels Nou Anys. L'anomenada segona batalla de Beachy Head, part de la Primera Guerra Mundial, es va perllongar durant una setmana del setembre del 1916. Tres submarins alemanys van enfonsar 30 vaixells mercants entre Beachy Head i Eddystone, malgrat la presència de 49 destructors de l'armada britànica, 48 torpeders, 7 vaixells Q i 468 auxiliars.
Durant la Segona Guerra Mundial, les forces aèries britàniques (RAF) van establir una estació repetidora a Beachy Head per millorar les comunicacions amb avions de combat. L'any 1942, es van captar senyals identificades com a transmissions de televisió emeses des de la Torre Eiffel, a París. Els alemanys van reactivar les transmissions de televisió de preguerra i van crear un servei franco-alemany per a hospitals militars i personalitats de la regió de París. La RAF va supervisar aquests programes esperant, en va, recopilar informació interessant en aquests noticiaris. També hi va haver un important estació de radar que es va fer servir durant el temps de la Guerra Freda, el centre de control estava en un búnquer subterrani que va estar operatiu entre el 1953 i el 1957.

## Turisme
Des de Belle Tout, situat a l'oest de Beachy Head, els penya-segats van fent baixada fins a arribar a una escletxa anomenada Birling Gap, després el relleu torna a pujar passant per Seven Sisters fins a Haven Brow, amb vistes a la vall de Cuckmere valley. Aquesta zona és visitada pels turistes que, a Birling Gap troben un restaurant i, en temporada d'estiu està freqüentat per venedors de gelats amb carrets.

## Suïcidis

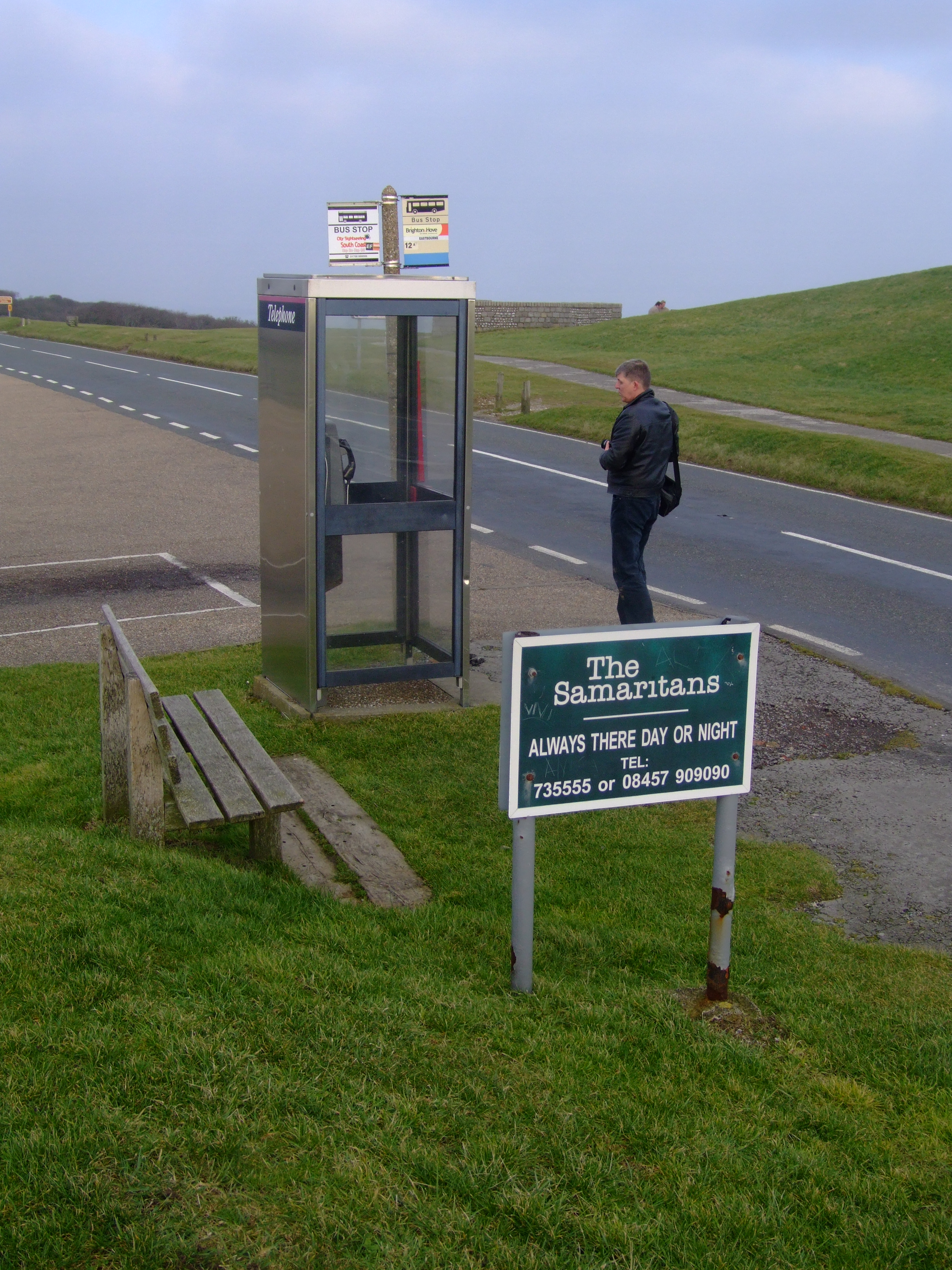
Cartell amb els números de telèfon dels voluntaris.

A Beachy Head hi ha una mitjana de 20 morts per suïcidi a l'any. Hi ha un grup anomenat Beachy Head Chaplaincy Team, promogut per les esglésies locals, que vigila regularment la zona per evitar que aquesta xifra augmenti. Els treballadors del pub i taxistes de la rodalia també patrullen per aquest lloc per si hi hagués alguna persona amb intenció de saltar. Hi ha senyals amb números telefònics d'emergència i de voluntaris que s'ofereixen per parlar i dissuadir els suïcides.
Les morts tenen sempre aquí una gran cobertura mediàtica, Ross Hardy, el fundador del grup de vigilància, diu que això fa engrescar els que porten idees suïcides. La xifra de suïcidis aquí només és superada per la del pont Golden Gate de San Francisco i la del bosc d'Aokigahara al Japó, segons va escriure Thomas Meaney del Wall Street Journal, tot i que altres estan en desacord.
Entre el 1965 i el 1979, hi van haver 124 morts d'aquest tipus. Sobre això, el periodista S J Surtees va escriure que en realitat només es podia afirmar amb gairebé certesa que 115 eren suïcides —encara que segons el jutjat només en constaven 58 casos—, i que el 61 per cent de les víctimes eren de fora del comtat. Les primeres notícies de suïcidis a Beachy Head daten del segle VII. Després d'una ràpida crescuda entre el 2002 i el 2005, només van haver set casos duran el 2006, una marcada davallada. El servei de guarda-costa (Maritime and Coastguard Agency), que és l'encarregat de rescatar ferits o recollir els cossos dels morts, atribueix aquesta reducció a la feina feta pel grup de voluntaris. Almenys 26 persones més han mort en aquest lloc durant el 2008.